# Вилма Елес
Вилма Елес (на немски: Wilma Elles) е немска актриса, модел и моден дизайнер.

## Биография
Вилма Елес е родена на 18 октомври 1986 г. в Кьолн, Германия. Тя е второто от семейство с пет деца. Баща ѝ и майка ѝ са в бизнеса с инженерно разпространение. Завършила е училище с Abitur във френско-немската двуезична гимназия „Бургау“ в Дюрен. От десетгодишна възраст се занимава с училищни театрални пиеси, ходи на уроци по актьорско майсторство, китара и танци. Следва в университета в Кьолн.
Една от първите си роли Елес играе в немската телевизионна продукция Die Gustloff на Йозеф Вилсмайер. Получава първите си главни роли като Кика във филма Das Weinen davor от Гьокхан Саим, който е прожектиран в германското кино през лятото на 2010 г., Мария в Тюрк Усулу на Мехмет Гюнес и Лили в постановката Краят на Йоахим Маис с Кристин Кауфман и Мартин Семелроге. Играе в театъра Theatre im Hof в Кьолн.
През 2010 г. изпълнява един от главните герои, Каролайн, в турския сериал Öyle Bir Geçer Zaman ki на Kanal D, който приключва след три сезона. Тъй като в началото на снимките не може да говори турски, тя просто запомня фонетиката на репликите си за ролята си, докато не научи турски. Владее английски, немски (майчин език) и френски. Сериалът получава много награди и счупи рекордите на зрителите с непрекъснат седмичен пазарен дял от 50 – 60% (и до 73%) и средно 25 – 30 милиона зрители всяка седмица в Турция.
Елес е отличена за най-добра актриса на европейските награди за качество през 2011 г. Тя е избрана за най-добрата фатална жена на турската телевизия през 2012 г. и също така е избрана за най-злия герой на турската телевизия с 48,6%.
По време на лятната пауза 2011 г. играе австралийка в кинофилма „Чанаккале Чокуклари“ от Синан Четин и френски персонаж във филма „El Yazısı“, чийто сценарий е отличен с награда на филмовия фестивал „Златен оранжев”и е прожектиран на турски кино през пролетта на 2012 г. Тогава тя даде живот на главния герой на Елизабет в кино филма Laz Vampir и изигра главната роля на Оливия в американо-холандско-турската копродукция „Трагедия“ през 2012 г. През 2013 г. отново засне две кино филми през лятната пауза. В Бир Геце тя играе главната роля на Лейла и в Бу Иште Бир Ялнизлик Вартя беше видяна в ролята на Даяна. Тя играе във филмите „Eyvah Karim”и главната женска роля във филма „Mendilim Kekik kokuyor“, който излиза в киното на 6 март 2020 г. В Германия тя играе ролята на Катрина във филма „Gegen den Wind – Die Rückkehr“, който ще излезе в германското кино през есента на 2020 г.
Освен това, Елес се занимава с моделиране и се появява със снимки в списанията Vogue, Elle, Tempo, Miss, Grazia – например и е бил на корицата на Elle Bulgaria, GQ Turkey, Instyle Home Turkey, Tempo и други списания и се появява на модния подиум в много модни ревюта, напр. на Седмицата на модата в Истанбул и Берлин 2011, 2012, 2013 г. Също така тя беше първият модел на Седмицата на модата в Ню Йорк и Лоа Анджелис за марката Artistixin 2014, 2015 г. И беше моделът на дизайнера Емре Тамер в Лондонската седмица на модата 2020.
През лятото на 2012 г. Вилма Елес проектира и представи първата в света линия за облекло „Фън Шуй”„Maya Collection“ за компанията Âdil Işık.
Вилма Елес разказа за интереса си към чужди култури. Тя е получила турското гражданство до германското си гражданство през 2016 г. Завършила е в катедрата по политически науки на Кьолнския университет, ислямистика и театър/филмови изследвания.

## Филмография
Филми по заглавие, с година, роля и компания:
- Арка Сокаклар, 2019 – 2020; Турски сериал
- Yeter, 2015, като Idil; Турски сериал
- Сенден Бана Калан, 2015 г., в ролята на Ема; Турски филм
- Болница Емикем, 2015; Турски филм
- Filinta, 2014, като Анита фон Вилхелм; Турски сериал
- Gurbette Aşk, 2013, като Helga; Турски сериал
- Öyle Bir Geçer Zaman Ki, 2010 – 2013, като Caroline
- Nakanakkale Çocukları, 2011, като Катрин; Платон Филм, Кино-филм
- El Yazisi, 2011, като Julie; Кино-филм
- Bir gece, 2013, като Leyla; Кино-филм
- Bu iste bir yalnizlik var, 2013, като Diana; Кино-филм
- Ihr mich auch ( Ти и аз и двамата ), 2010, като Тина Шулц; ZDF-филм
- Fahr zur Hölle, 2010, като Лили
- Das Ding ( The Thing ), 2010; Sony Pictures
- Türk Usulü, 2008, като Мария
- Комисар Столберг, 2007 г., като Петра Шнук
- Das Weinen davor, 2007, като Кика
- Кьолн PD, 2007 г., в ролята на фрау Рийз
- Die Gustloff ( Пристанището на надеждата ), 2007 г., в ролята на Lieselotte; ZDF-филм
- Gameshow Marathon, 2007, като Glücksfee
- Das Spielzeug, 2007, като Van
- Карфиол Пауър, 2007, като Каули, Даули и Ан
- Heilige Konflikte ( Свети конфликт ), 2007 г., в ролята на Schwester Katharina
- Zeltgeflüster, 2007, като Фиона
- Kill or Be Killed, 2007, като Sibyll
- Говори на моя език, 2006, като Наташа
- Ich und die Anderen ( Аз и другите ), 2006 г., като Ники
- Eine traumhafte Beziehung, 2005, Susanne
- Das Puppenspiel ( The Puppy Game ), 2005, Puppy

## Театър
- Hänsel und Gretel, 2010, като Hexe
- Weihnachten в Трансилваниян ( Коледа в Трансилвания ), 2009 г., като Венеция
- Die Ratten, 2006, като фрау Джон
- Woyzeck, 2006, в ролята на Мари
- Yard Girls, 2006, като Bo
- Die Zoogeschichte ( The Zoo Story ), 2004, като Jerry
- Антигона, 2004 г., като Антигона
- Das Zieglein ..., 2003, като Hapeangul
- Arsen und Spitzenhäubchen, 2003, като Мортимер
- Клетка за птици, 2003 г., в ролята на Агадор
- Топ кучета, 2003, като Краузе
- Das Hohelied, 2002, като Sie
- Biedermann ... Brandstifter, 2002, като Babette

|  | Тази страница частично или изцяло представлява превод на страницата Wilma Elles в Уикипедия на английски. Оригиналният текст, както и този превод, са защитени от Лиценза „Криейтив Комънс – Признание – Споделяне на споделеното“, а за съдържание, създадено преди юни 2009 година – от Лиценза за свободна документация на ГНУ. Прегледайте историята на редакциите на оригиналната страница, както и на преводната страница, за да видите списъка на съавторите. ВАЖНО: Този шаблон се отнася единствено до авторските права върху съдържанието на статията. Добавянето му не отменя изискването да се посочват конкретни източници на твърденията, които да бъдат благонадеждни. |